# 전국사무금융서비스노동조합
전국사무금융서비스노동조합(Korean Finance & Service Workers’ Union)은 2011년 12월 15일 창립된 사무직, 금융권, 서비스업 노동자를 구성원으로 하는 대한민국의 산업별 노동조합이다. 여수신업종본부, 손해보험업종본부, 생명보험업종본부, 증권업종본부, 공공금융업종본부, 부산울산경남지역본부, 광주전남지역본부, 충북지역본부, 대전충남지역본부, 직할지부로 구성되어있다. 금융공공성 강화, 경제민주화, 노동자들의 삶 개선 등이 이 노동조합의 목표이다.

## 주요 활동

### 2011년
- 12월15일 대산별노조 ‘전국사무금융서비스노동조합’ 창립
- 사무금융노조 제1대 집행부(박조수 위원장) 출범

### 2012년
- 골든브릿지투자증권지부 민주노조 사수 총파업 투쟁
- ING생명보험지부 고용안정 쟁취 총파업 투쟁

### 2013년
- 사모펀드 금융기관 인수저지 토론회 및 투쟁
- SC스탠다드캐피탈지부 민주노조 쟁취 파업투쟁

### 2014년
- 사무금융노조 제2대 집행부(김현정 위원장) 출범
- TM영업중단 철회촉구 투쟁
- KTGO분회 임단협 파업투쟁
- 금융권 구조조정저지, 고용안정쟁취, 노동기본권사수 법제도 개선 투쟁
- 교보증권지부 점포통합저지 투쟁
- 우리투자증권지부 구조조정저지 투쟁
- 사무금융노조 교육원 설립(6월 12일)
- 진상규명! 책임자처벌! 세월호 특별법제정촉구 투쟁참여
- 악사손해보험지부 임단협 투쟁승리 파업투쟁
- KB신용정보지부 사장연임저지 파업투쟁
- 사무금융노조 기관지 두드림 창간
- LIG손해보험지부 밀실매각저지 고용협약쟁취 투쟁
- 충북협동조합지부 금왕분회 파업투쟁
- 사무금융노조 창립 3주년 기념 강좌 및 행사

### 2015년
- 사무금융노동자 직장내 괴롭힘 조사연구 사업
- 충북협동조합지부 옥천분회 파업투쟁
- 하이투자증권지부 구조조정분쇄 고용안정쟁취 투쟁
- 사무금융노조 법률원 설립
- 사무금융노조 사무실 이전(마포구 인우빌딩)
- 한국씨티그룹캐피탈지부 밀실매각 반대 파업투쟁
- 사무금융노조 제1회 조합원 가을숲길 걷기대회
- 대신증권 노조탄압저지 부당해고 철회 투쟁

### 2016년
- MG손해보험지부 구조조정저지 천막 철야농성 투쟁
- KB국민카드지부 임단투 승리 및 사장퇴진 천막농성 투쟁
- 사무금융노조 정책연구소 설립
- JT친애저축은행지회 최초 단체협약 쟁취를 위한 총파업 투쟁
- AIA생명보험지부 일방적 조직개편 반대 투쟁
- 사무금융노조 봄길 걷기대회
- 노동개악 양대지침에 따른 저성과자 쉬운해고 저지 투쟁
- 광주전남협동조합지부 광양농협분회 파업투쟁
- 코리안리재보험지부 성과 퇴출제 저지 투쟁
- 금융회사 성과주의 임금체계 강제도입 저지 투쟁
- KB손해보험지부 임단투 승리 투쟁
- AXA손해보험지부 임단투 승리 파업투쟁
- 박근혜퇴진 촉구 촛불집회 참여
- 박근혜퇴진 촉구 사무금융노조 기자회견 및 집중행동 퍼포먼스, 시국선언
- 충북협동조합지부 금왕분회 임단투 파업투쟁
- 하이투자증권지부 성희롱 전무 즉각 해임 촉구 투쟁
- 서울보증보험지부 임단투 승리 파업투쟁

### 2017년
- 사무금융노조 제3대 집행부(김현정 위원장) 출범
- 19대 대통령선거 사무금융노조 투쟁본부 실천단
- 하이투자증권지부 구조조정 반대투쟁

- 재벌총수 구속 및 전경련 해체 촉구

- 예금보험공사지부 성과연봉 강압 저지 투쟁

- 차별없는 지역농협 정규직 전환촉구 투쟁

- 87년 6월 민주항쟁 30주년 기념 사업

- KDB생명보험지부 구조조정 저지 투쟁

- SK증권지부 졸속매각 저지 투쟁

- KB국민카드지부 신입조합원 임금복원 투쟁

- 현대라이프생명보험지부 구조조정 저지 투쟁

- 사무금융노조 제3회 조합원가족 가을숲걷기

- 농협중앙회 CS평가제도 폐지 및 농협적폐 청산 투쟁

- KB국민카드지부 윤종규회장 연임저지 투쟁

- 하나외환카드지부 하나금융지주 적폐청산 투쟁

- 사무금융노조 창립6주년 기념사업

- IMF 20년, 새정부 금융정책 제언

### 2018년
- 노동중심 개헌 투쟁

- 사회연대기금 조성 제1차 사무금융 노사 산별중앙교섭

- 거제수협 故이상엽 조합원 명예회복과 진상규명 투쟁

- 일본군 성노예제 문제해결을 위한 1350차 수요시위

- 베트남 공공서비스노조 및 베트남 평화및개발재단 교류사업

- 사무금융노조 제4회 조합원가족 가을숲걷기

- 불평등 양극화 해소를 위한 사회연대기금 ‘사무금융우분투재단’ 설립

### 2019년
- 현대해상화재보험지부 부당노동행위 즉각 중단을 위한 투쟁

- MG손해보험지부 경영정상화 요구 총파업 투쟁

- 전국농수축협조합장 선거제도 개선 촉구 투쟁

- 카드노동자, 카드산업 정상화를 위한 투쟁

- 사무금융우분투재단 공식 출범

- KB손해사정지부 성실교섭 촉구 국토대장정 도보투쟁

- 사무금융노조, 우분투재단 베트남 푸엔지역 주택건립 지원

- 롯데카드지부 고용안정 쟁취 투쟁

- 일본 생보노련, 손보노련, 우정노조, 신탁은행연합과 "한일 금융노동자 간담회" 개최

- 사무금융노조 제4대 임원선거

### 2020년
- 사무금융노조 제4대 집행부(이재진 위원장) 출범

- 제21대 국회의원선거 총선투쟁본부 활동

- 투쟁

- 투쟁

- 투쟁

건설한다.

선언한다.

### 강령
- 앞장선다.

- 건설한다.

- 건설한다.

- 앞장선다.

- 확보한다.

- 강화한다.

- 쟁취한다.

- 강화한다.